# Tovarnjak (Prišnjak)
Koordinati:   43°50′20″N, 15°14′22″E
Tovarnjak je majhen nenaseljen otoček v Jadranskem morju. Pripada Hrvaški.
Tovarnjak, ki se v nekaterih zemljevidih imenuje tudi Prišnjak, leži v Narodnem parku Kornati med otokoma Kornat in Levrnaka. Površina otočka meri 0,022 km². Dolžina obalnega pasu je 0,69 km.